# Серафим Спасов (Станци)
 Тази статия е за дееца на ВМОРО от Станци.  За този от Младо Нагоричане вижте Серафим Спасов (Младо Нагоричане).  
Серафим Спасов е български революционер, войвода на Вътрешната македоно-одринска революционна организация и на Вътрешната македонска революционна организация.

## Биография
Серафим Спасов е роден в паланечкото село Станци, тогава в Османската империя. Присъединява се към ВМОРО. В 1914 – 1915 година е четник на Трайко Павлов. По-късно в същия период оглавява самостоятелна чета в Паланечко. С писмо до Тодор Александров от 29 декември 1923 година Иван Бърльо предлага да бъде награден със значка на ВМРО „за добросъвестно изпълнение рискованата служба пограничен куриер на Паланечката революционна околия“.
| Паланечка чета на Серафим Спасов, 1914 година | Паланечка чета на Серафим Спасов, 1914 година | Паланечка чета на Серафим Спасов, 1914 година | Паланечка чета на Серафим Спасов, 1914 година | Паланечка чета на Серафим Спасов, 1914 година |
| Номер                                         | Име                                           | Селище                                        | Околия                                        | Забележка                                     |
| --------------------------------------------- | --------------------------------------------- | --------------------------------------------- | --------------------------------------------- | --------------------------------------------- |
| 1.                                            | Йордан Стоянов                                | Станци                                        | Паланечко                                     | куриер                                        |
| 2.                                            | Вицо Лазаров                                  | Стануловци                                    | Щипско                                        |                                               |
| 3.                                            | Цанко Нушев                                   | Неманици                                      | Светиниколско                                 |                                               |
| 4.                                            | Серафим Трайков                               | Ветренец                                      | Паланечко                                     |                                               |
| 5.                                            | Величко Георгиев                              | Койково                                       | Кратовско                                     |                                               |
| 6.                                            | Ангел Трайков                                 | Псача                                         | Паланечко                                     |                                               |
| 7.                                            | Стоян Андонов                                 | Мождивняк                                     | Паланечко                                     |                                               |
| 8.                                            | Атанас Петков                                 | Костур                                        | Паланечко                                     |                                               |
| 9.                                            | Стоян Йосифов                                 | Псача                                         | Паланечко                                     |                                               |
| 10.                                           | Дончо Давитков                                | Станче                                        | Паланечко                                     |                                               |
| 11.                                           | Янко Славев                                   | Джедилово                                     | Паланечко                                     |                                               |